# Тетралин
Тетралин, 1,2,3,4-тетрагидронафталин — бесцветная жидкость с запахом, напоминающим запах нафталина.

## Свойства
Температура кипения 207,6 °C, плотность 0,970 г/см³ (20 °C); не растворяется в воде, растворяется в большинстве органических растворителей.

Люминометрическое число тетралина принято за 0 единиц.

## Нахождение в нефтепродуктах
Тетралин содержится в дизельных фракциях нефтей, каменноугольном масле.

## Получение
В промышленности его получают каталитическим гидрированием нафталина.

## Применение
Применяют в составе обезжиривающих средств, как растворитель в лакокрасочной промышленности, как добавку к моторному топливу, в качестве сырья при синтезе некоторых полупродуктов для красителей.